# Chlor
Chlor, Cl (łac. chlorum, od stgr. χλωρός chloros – „zielonożółty”) – pierwiastek chemiczny z grupy fluorowców, niemetal o liczbie atomowej 17.
Izotopy stabilne to 35Cl i 37Cl. Chlor jest toksycznym żółtozielonym gazem około dwa i pół razy cięższym od powietrza, o nieprzyjemnym, duszącym zapachu. Jest silnym utleniaczem, wybielaczem i środkiem dezynfekującym. Wchodzi w skład wielu powszechnie spotykanych soli oraz innych związków.

## Właściwości

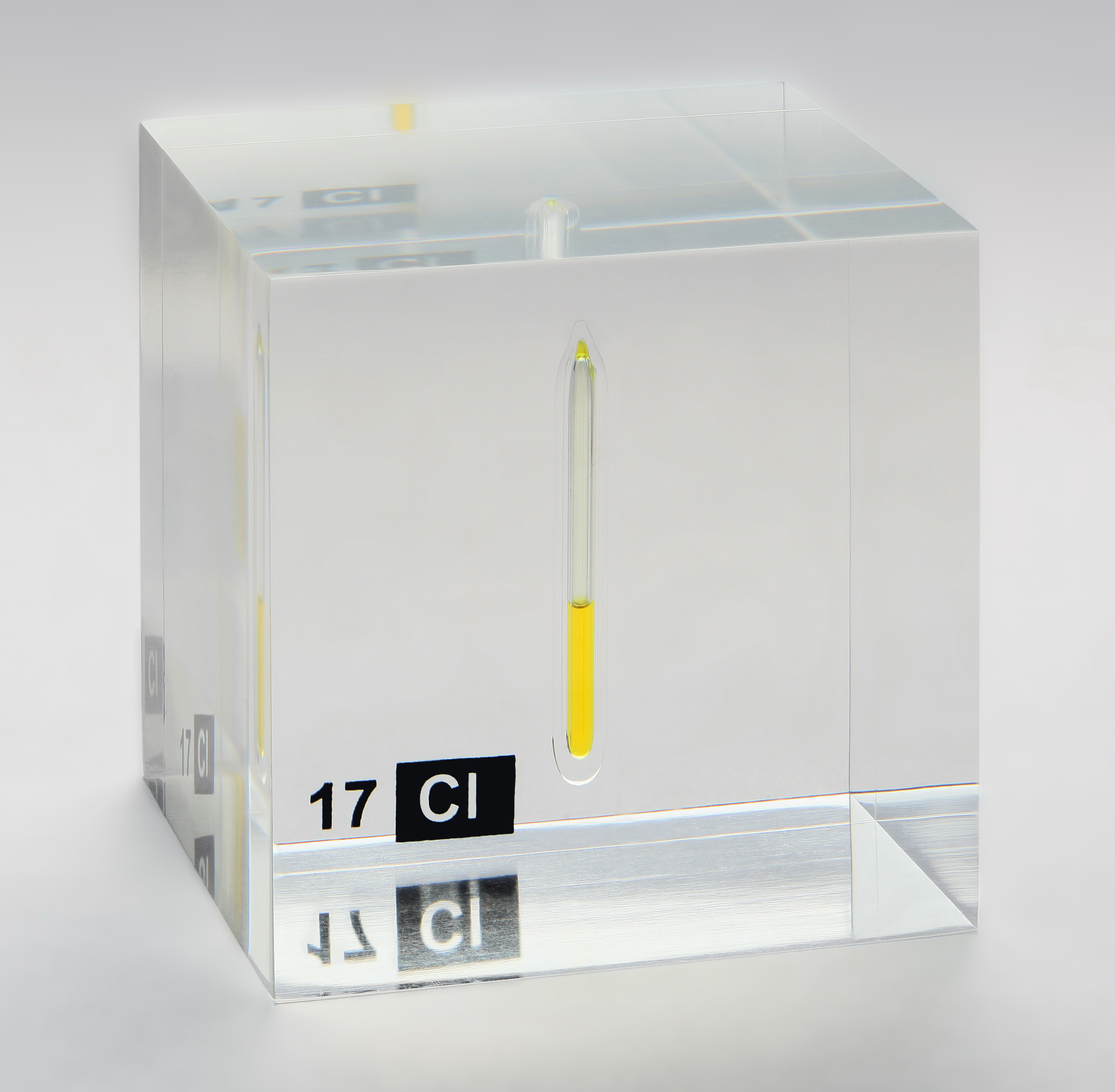
Chlor w stanie ciekłym

Wolny chlor występuje w postaci dwuatomowych cząsteczek Cl2. W związkach występuje na stopniach utlenienia od −I do VII.
Chlor jest bardzo aktywny chemicznie, chociaż mniej niż fluor. W obecności rozproszonego światła słonecznego łączy się z wodorem, tworząc chlorowodór. W pełnym świetle słonecznym ta reakcja przebiega wybuchowo.
Cl2 + H2 → 2HCl
Chlor łączy się bezpośrednio z większością pierwiastków, na skutek czego powstają chlorki.
W 1 litrze wody o temperaturze 25 °C rozpuszcza się 2,3 l chloru, tworząc tzw. wodę chlorową. Z wodą reaguje powoli, tworząc chlorowodór i kwas podchlorawy (HOCl):
Cl2 + H2O → HCl + HOCl
Chlorki należą do I grupy analitycznej anionów

## Otrzymywanie
W laboratorium chlor można otrzymać przez utlenianie kwasu solnego silnym utleniaczem, np. ditlenkiem manganu MnO2 lub nadmanganianem potasu:
MnO2 + 4HCl → MnCl2 + Cl2↑ + 2H2O
2KMnO4 + 16HCl → 2KCl + 2MnCl2 + 5Cl2↑ + 8H2O
Na skalę przemysłową otrzymuje się go w wyniku elektrolizy wodnego roztworu chlorku sodu. Przy okazji otrzymuje się wodorotlenek sodu i wodór.
2 NaCl + 2 H2O → Cl2↑ + H2↑ + 2 NaOH
Zamiast wodnego roztworu stosuje się również stopiony chlorek sodu:
2NaCl → Cl2↑ + 2Na

## Zastosowanie
Chlor używany jest w instalacjach do uzdatniania wody, na ostatnim etapie procesu, gdzie w reakcji gazowego chloru z wodą tworzy się, posiadający silne właściwości dezynfekujące, kwas podchlorawy oraz HCl. Produktem ubocznym powstającym podczas procesu chlorowania wody jest toksyczny dla ludzi chloroform, powstający w reakcji chloru ze związkami organicznymi występującymi w źle oczyszczonej wodzie. Do ogólnie pojętej dezynfekcji stosuje się wiele różnych związków chloru (przede wszystkim chloroaminy), szerokie zastosowanie znalazł także jako wybielacz (papieru, tkanin).
Chlor był stosowany jako gaz bojowy podczas I wojny światowej, ale został wyparty przez bardziej skuteczne środki.
Chlor jest szeroko stosowany do wyrobu wielu produktów używanych na co dzień – antyseptyków, barwników, pożywienia, środków owadobójczych, farb, produktów naftowych, tworzyw sztucznych, lekarstw, wyrobów włókienniczych, rozpuszczalników, itd.
W chemii organicznej używa się gazowego chloru jako utleniacza; czasami zamiast formy gazowej wykorzystuje się wodę chlorową. Chlor jest jednym z możliwych podstawników, zastępującego w związkach organicznych atom wodoru (np. chlorek winylu i produkowany z niego PCW, w produkcji gumy syntetycznej).
Inne zastosowania to produkcja chloranów, chloroformu, tetrachlorku węgla i ekstrakcja bromu.

## Historia

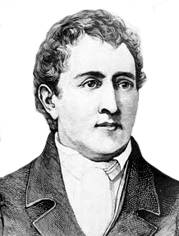
Carl Wilhelm Scheele w 1774 otrzymał chlor

W formie czystej chlor został otrzymany w 1774 przez Carla Wilhelma Scheele, który mylnie sądził, że jest to jakiś związek chemiczny, zawierający tlen. Otrzymał go w reakcji tlenku manganu(IV) MnO2 z kwasem solnym. Nazwę temu pierwiastkowi w 1810 roku nadał Humphry Davy, który stwierdził, że substancja otrzymana przez Sheelego jest pierwiastkiem. Polski chemik Jędrzej Śniadecki jako jeden z pierwszych postulował uznanie chloru za pierwiastek, tuż po jego odkryciu. Jako pierwszy polską nazwę – chlor – zaproponował Filip Walter. Proponowano też nazwy słoń, soleń i soliród.
W temperaturze <10 °C z wody chlorowej krystalizują żółtozielone hydraty, które pierwotnie uważano za stały chlor. Dopiero w roku 1823 Michael Faraday stwierdził, że żółtozielone kryształy wytrącające się w temperaturze <10 °C z wody chlorowej nie są stałym chlorem, lecz hydratami i określił ich skład jako Cl2·~10H2O (obecnie wiadomo, że kryształy te są klatratami o zróżnicowanej zawartości wody; zwykle przypisuje im się skład Cl2·8H2O). 5 marca 1823 Faraday ogrzał hydrat chloru w zatopionej fiolce i uzyskał po raz pierwszy chlor w stanie ciekłym.

## Występowanie

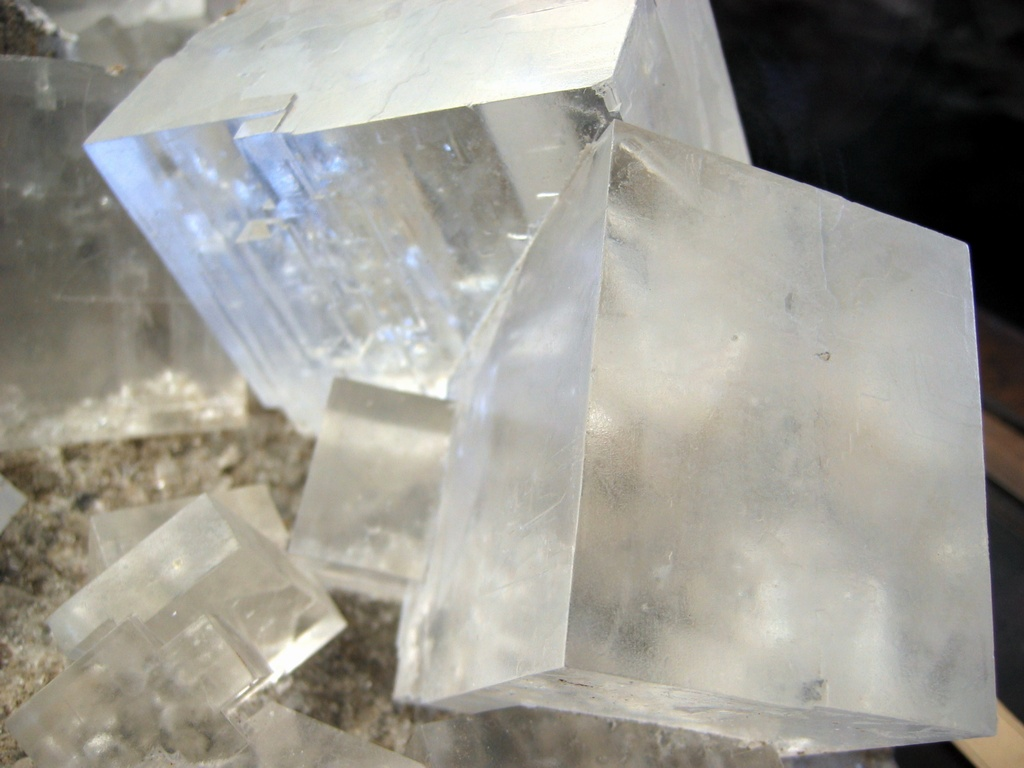
Halit jest głównym minerałem zawierającym chlor

W przyrodzie chlor występuje w ilości 0,19% (wagowo), tylko w postaci jonu chlorkowego Cl−, który jest głównym anionem występującym w oceanach. Jony chlorkowe stanowią ok. 1,9% masy wszystkich oceanów. Jeszcze większa koncentracja chlorków występuje w wodach słonych jezior (w Morzu Martwym ok. 21%) i podziemnych złożach solanki.
Większość chlorków jest rozpuszczalna w wodzie, dlatego w większych ilościach w stanie stałym można je znaleźć tylko w suchym klimacie lub podziemnych złożach soli. Główne minerały zawierające chlor to halit (sól kamienna, NaCl), sylwin (chlorek potasu) i karnalit (uwodniony podwójny chlorek potasu i magnezu).

## Związki
Wśród nieorganicznych związków chloru znajdują się kwas solny i 4 kwasy tlenowe oraz ich sole: chlorki i sole tlenowych kwasów chloru:
- kwas solny (chlorowodorowy), HCl; sole chlorki (stopień utlenienia −I)
- kwas podchlorawy, HClO; sole podchloryny (st. utl. I)
- kwas chlorawy, HClO2; sole chloryny (st. utl. III)
- kwas chlorowy, HClO3; sole chlorany (st. utl. V)
- kwas nadchlorowy, HClO4; sole nadchlorany (st. utl. VII)

Z tlenem chlor tworzy 6 tlenków: Cl2O, Cl2O3, ClO2, Cl2O4 (ClOClO3), Cl2O6, Cl2O7.
Do organicznych związków chloru należą m.in. chloraminy, niektóre dioksyny, chlorowane węglowodory (np. czterochlorek węgla i chloroform).

## Znaczenie biologiczne
Jest powszechny w przyrodzie i występuje w większości organizmów żywych. Chlor ma duże znaczenie biologiczne, należy do makroelementów. Jony chloru należą do głównych anionów w płynach organizmu, tym samym regulując równowagę elektrolityczną płynów ustrojowych. W postaci kwasu solnego jest używany do aktywacji enzymów trawiennych przez wiele zwierząt (wydzielanych w żołądku). W organizmie człowieka o wadze 70 kg znajduje się około 95 g chloru. Dzienny obieg tego pierwiastka (spożywanie i wydalanie) zależnie od osoby zawiera się w przedziale 85—250 mg.

## Toksyczność
Gazowy chlor działa drażniąco na układ oddechowy i błony śluzowe, może prowadzić do obrzęku płuc, a w dużych stężeniach do śmierci. W powietrzu jest wyczuwalny przy stężeniu 3,5 ppm, stężenie śmiertelnie niebezpieczne to ponad 800 ppm. Z powodu tych właściwości był stosowany jako broń chemiczna w czasie I wojny światowej. Wartość średnia ważona dopuszczalna w długim przedziale czasu (8 godzin na dzień) nie powinna przekroczyć 0,7 mg/m3; NDSCh wynosi 1,5 mg/m3.
Trujące gazy (trichlorek azotu) mogą się wydzielać przy kontakcie wybielaczy zawierających chlor z moczem, a także z amoniakiem lub innymi produktami czyszczącymi.